# Iridoideae
Sous-famille
Iridoideae Klatt , c'est l’une des sept sous-familles dans lesquelles se subdivisent la famille des Iridaceae. Les espèces de cette sous-famille présentent des tépales séparés, des fleurs a  symétrie radial,des styles pétaloïdes et des rhizomes (rarement des bulbes). C’est une sous-famille spécialisée pour ses aspects floraux et phytochimiques, avec une distribution mondiale bien que principalement dans l’hémisphère sud.
C'est l'unique sous-famille des iridáceas avec des représentants en Amérique du Sud.
Les genres traditionnellement reconnus Bernardiella, Galaxie, Gynandiris, Hexaglottis, Homeria, Sessilstigma et Roggeveldia, ont été inclus dans le genre africain Moraea. D'autre part, les genres américains d'Iridaceae Salpingostylis, Cardiostigma et Itysa ont été regroupés dans le genre Calydorea. Également, les études moléculaires et phylogénétiques ont permis d'inclure les genres monotypiques d'origine asiatique Belamcanda et Pardanthopsis dans le genre Iris,.
Les Iridoideae se composent de 4 tribus dont les genres sont les suivants,:

## Tribus et Genres
- Tribu: Irideae
  - Genres: Dietes - Ferraria - Hermodactylus - Iris - Moraea
- Tribu: Mariceae
  - Genres:  Neomarica - Pseudotrimezia - Trimezia
- Tribu: Sisyrinchieae
  - Genres: Diplarrena - Libertia - Olsynium - Orthrosanthus - Sisyrinchium - Solenomelus - Tapeinia
- Tribu: Tigridieae
  - Genres: Ainea - Alophia - Calydorea - Cardenanthus - Cipura - Cobana - Cypella - Eleutherine - Ennealophus - Fosteria - Gelasine - Herbertia - Kelissa - Lethia - Mastigostyla - Nemastylis - Onira - Sessilanthera - Tigridia